# 주노와 공작 (영화)
주노와 공작(Juno And The Paycock)은 영국에서 제작된 알프레드 히치콕 감독의 1930년 영화이다. 숀 오케이시가 지은 동명의 희곡을 원작으로 하여 제작했으며 베리 피츠제럴드 등이 주연으로 출연하였다.

## 출연

### 주연
- 베리 피츠제럴드
- 에드워드 챔프먼
- 사라 올굿
- 존 로리
- 존 롱든

## 제작진
- 원작자: 숀 오케이시
- 조연출: 프랭크 밀스